# Zuheros
Zuheros er en by og kommune i det sydlige Spanien i provinsen Córdoba. Den har et indbyggertal på 608 (2024) indbyggere.